# 佐田町
佐田町（さだちょう）は、かつて島根県の北東部にあった町。簸川郡に属した。2005年、合併により出雲市の一部となった。

## 地理
河川
- 神戸川
- 伊佐川
- 須佐川
- 波多川

山岳
- 満寿山 (659m)
- 鳥屋ヶ丸 (686m)
- 陣ヶ丸 (538m)
- 大日山 (565m)
- 王院山 (554m)
- 黒山 (525m)
- 三子山 (489m)
- 羽幸大山 (727m)

## 歴史
- 江戸時代、幕末の出雲国の地図には、神門郡山口（佐津目地区）、吉野（現・西山中地区吉野）の地名を確認できる。
- 1956年（昭和31年）6月10日 - 簸川郡窪田村・飯石郡須佐村が合併して佐田町が発足。簸川郡に所属。
- 2005年（平成17年）3月22日 - 出雲市・平田市・多伎町・湖陵町・大社町と合併し、改めて出雲市が発足。同日佐田町廃止。

## 交通

### 鉄道
旧町内を走る鉄道はない。鉄道を利用する場合は、出雲市駅などを利用する。なお、1965年までは一畑電気鉄道立久恵線が走っており、同線の終点、出雲須佐駅があった。

### 道路
旧町内を走る高速道路はない。
現在の最寄のインターは、山陰自動車道の出雲湖陵インターチェンジと松江自動車道の吉田掛合インターチェンジ。
国道
- 国道184号

県道
- 主要地方道
  - 島根県道39号湖陵掛合線
- 一般県道
  - 島根県道185号三刀屋佐田線
  - 島根県道280号佐田小田停車場線
  - 島根県道281号窪田山口線
  - 島根県道283号宮内掛合線
  - 島根県道325号佐田八神線

トンネル
- 才谷（さいだに）トンネル (2422.0m)
- 満寿トンネル (264.0m)
- 橋波隧道 (108.0m)
- 日の出中組隧道
- 上橋波トンネル (155.8m)
- 下橋波トンネル (440.0m)
- 菅原トンネル (620.0m)
- 明谷トンネル (148.3m)
- 呑水トンネル (187.9m)

## 特産品
- ヤーコン
- こんにゃく（橋波地区）
- きねつき餅（吉野地区）
- ホウコ（朝原地区）

## 学校
- 佐田中学校
- 須佐小学校
- 窪田小学校 2025年3月で須佐小学校に統合
- 島根県立大社高等学校佐田分校 2015年3月で閉校

## 病院・診療所
- 出雲市役所橋波診療所
- 加藤医院

## 施設
- 佐田スポーツセンター
- 出雲市立佐田図書館
- スサノオホール
- 特別養護老人ホームやまゆり苑
- 佐田ふれあいセンター潮の井荘（日帰り温泉施設）
- 佐田クリーンセンター

## 経済

### 商業施設
牧場
- 藤増ストアー 藤増牧場 佐田牧場（佐田町吉野）

自動車商会
- 土次自動車商会（佐田町東村）

スーパーマーケット
- ラピタ佐田店（JAいずも）

## 名所・旧跡・観光スポット・祭事・催事
- 須佐神社
- 波須波神社
- 多倍神社
- 八雲風穴
- 出雲歌舞伎むらくも座
- ゆかり館（温泉宿泊）
- 馬庭開運堂（和菓子舗）
- 朝原やぎファーム
- 牧場のパン屋さんカウベル（伊藤牧場）
- さぬき農園（トマト栽培）
- 目田森林公園
- 飯の原農村公園「吉栗の郷」
- 伊秩やすらぎの森
- 佐田やまびこ健康マラソン大会 ※第1回が、2015年6月19日開催された
- スサノオごっとこいまつり ※毎年、文化の日に開催
- 神戸川川祭り
- 神戸川ゴザ走り大会 ※第1回が、2018年7月29日開催の予定だったが、中止になった
- 八幡原橋の提灯飾り ※毎年7月23日の、八幡原川・秋葉大明神まつりで行われる

## 出身人物

### 芸能人
- 青山草太（俳優）

### その他
- 勝部領樹（NHKニュースキャスター）
- 38代木村庄之助（大相撲の立行司）

## その他・近況など
- 開運！なんでも鑑定団のコーナー「出張鑑定」のロケがあり、2009年4月14日放送された。
- 佐田やまびこ健康マラソン大会の第2回目が平成28年5月15日（日）に開催される。
- 1974年に誕生した「佐田音頭」の普及活動が、2018年から活発化。